# White House, Tennessee
White House är en ort i Robertson County, och Sumner County i Tennessee. White House hade 10 255 invånare enligt 2010 års folkräkning.